# Империя Онлайн (компания)
„Империя Онлайн“ ЕАД е българска компания за производство и издаване на игри, основана от Мони Дочев и Доброслав Димитров. Базирана в София, България, компанията първоначално се фокусира върху браузърни игри, като водещото ѝ заглавие е Империя Онлайн, преди да се разшири в разработването на мобилни игри.
На 21 септември 2018 г. Империя Онлайн става част от Stillfront Group, глобална гейминг компания, оперираща чрез шестнадесет дъщерни дружества. Те включват Империя Онлайн в България, Harbour Interactive в Хамбург, OFM Studios и 6Waves в Хонконг; Sandbox Interactive, New Moon Production, Goodgame Studios и Playa Games в Германия, Coldwood Interactive в Швеция, Power Challenge във Великобритания и Швеция, Simultronics, Candywriter, Storm8 и Super Free Games в САЩ, Babil Games в ОАЕ и Йордания, и eRepublik в Ирландия и Румъния, Everguild във Великобритания и Испания, Game Labs в Украйна, Русия, Гърция, Дубай, Италия и Естония , Jawaker в ОАЕ, Kixeye в Канада, Moonfrog в Индия, Nanobit в Хърватия. Игрите на Stillfront се разпространяват в световен мащаб, като основните пазари включват Германия, Съединените щати, Франция, Великобритания и региона на Близкия изток и Северна Африка
През 2023 г. Цветан Русимов е назначен за главен изпълнителен директор на Империя Онлайн ЕАД, отговарящ за надзора на разширяването на компанията и стратегическия ѝ растеж в индустрията.
Към януари 2024 г. компанията предлага 30 игри за уеб браузъри, iOS, Android, Windows Phone, Steam.

## История
Империя Онлайн ЕАД е компания за разработка на игри, базирана в България, основана през септември 2009 г. от Доброслав Димитров и Мони Дочев. Компанията е създадена от разработването на водещата си игра Империя Онлайн, която е пусната за първи път на 23 август 2005 г. До 2006 г. Империя Онлайн е локализирана на 12 езика и е стартирала първия си състезателен турнир, Nomads Invasions.
Между 2007 и 2009 г. Империя Онлайн ЕАД разширява портфолиото си, за да включва заглавия като Galactic Imperia (2007), Global Wars (2008) и Imperial Hero (2009). През годините компанията продължава да разнообразява предлагането си с игри на различни платформи, включително Ludo за iOS и Facebook, Online Artillery, Imperial Hero II, Mad Moles, Rocket Chameleon и Seasons of War. Тези заглавия са издадени за iOS, Android, Facebook и Windows.
През 2011 г. компанията стартира своите турнири за Световната купа, като България спечели първото събитие и запази титлата през 2012 г.  Следващите турнири донесоха победи на България (2011, 2012), Хърватия (2013), Бразилия (2014), Полша (2016), Съединените щати (2018), Румъния (2019, 2020, 2021), Северна Македония (2022), Румъния (2023), Германия (2024).
През 2013 г. основателите на Империя Онлайн създават първото в България безплатно училище за разработчици на игри, първоначално наречено Imperial Training Camp, което по-късно става IT Talents Training Camp. Тази програма предлага интензивни курсове по програмиране и разработване на игри и е завършила множество студенти, много от които са се присъединили към Империя Онлайн или други технологични фирми, спомагайки за растежа на местния технологичен сектор.
През 2014 г. Imperia Online пуска „IO: The Great People“ за Android, Windows Phone и Facebook. Microsoft избира Imperia Online за своята секция „Препоръчани“ в Windows Store. През същата година компанията пускаMad Moles и Online Artillery 2 за iOS и Facebook. Rocket Chameleon е пусната за iOS, а по-късно получава и версия за Android. През ноември 2014 г. Egg Tales е пусната за iOS. През януари 2015 г. Seasons of War е пусната за Android.
Империя Онлайн ЕАД участва активно във важни събития в индустрията, като Gamescom, Casual Connect и Pocket Gamer Connects. Ръководителите на компанията, включително главният оперативен директор Цветан Русимов, са редовни презентатори на международни конференции като Game Connection Paris, Webit, Nordic Game Expo и Israel Mobile Summit. Само Русимов е изнесъл презентации на повече от 20 събития по целия свят. Мариела Цветанова и Марио Василев също са допринесли със своя опит, като са изнесли лекции на различни световни конференции. Заедно представители на Империя Онлайн са говорили на над 80 събития по целия свят.
Компанията е създала синергии в рамките на Stillfront Group с компании като Dorado, 6waves, eRepublik, Moonfrog Labs и KIXEYE. През 2023 г. Империя Онлайн ЕАД пусна игри като „Generals: World War 2“ в сътрудничество с Gamebrella и „Painzeiro: Monster Run“ в партньорство с бразилския инфлуенсър Painzeiro.
През 2023 г. Цветан Русимов е назначен за главен изпълнителен директор. Компанията продължава да популяризира гейминг културата и иновациите чрез различни събития и партньорства. Последните проекти включват поддържането и live-ops-а на „Siege:WWII“ и „War Commander: Rogue Assault“.

## Цифри
- Към януари 2024 г. „Империя Онлайн“ ЕАД има над 70 милиона регистрирани потребители на водещите си игри
- Facebook страниците на компанията и игрите имат почти 650 000 фена.
- Годишния приход на „Империя Онлайн“ ЕАД за 2017 г. е 5,3 милиона евро.
- Приходът за периода 2012 – 2017 г. е 33,2 милиона евро.
- Офисът на компанията се разполага на 1200 квадратни метра в една от най-луксозните офис сгради в България – „Infinity Tower“.[10]
- Към януари 2025 г. „Империя Онлайн“ ЕАД има над 70 служители.
- Компанията и продуктите и са известни в над 194 държави.

## Игри
| Заглавие                      | Година | Платформи                                             | Жанр                      | Описание |
| ----------------------------- | ------ | ----------------------------------------------------- | ------------------------- | --- |
| Imperia Online                | 2005   | Браузър, Steam, iOS, Android, Windows Phone           | MMORTS                    | Средновековна стратегическа игра, в която играчът развива своята империя чрез строежи, изследвания и битки.                                                                                             |
| Galactic Imperia              | 2007   | Браузър                                               | MMORTS                    | Играчът поема контрол над командир на планета, пълна с ресурси, които трябва да се използват за построяването на армада от космически кораби и за унищожаването на противниците.                        |
| Global Wars                   | 2008   | Браузър                                               | MMORTS                    | Симулирана паралелна вселена, в която съществуват модерните икономически, политически и военни системи и технологии, които се използват за развитието на своята държава и за покоряването на други.     |
| Imperial Hero                 | 2009   | Браузър, Android                                      | MMORPG                    | Мултиплатформена игра, която пренася играчите в земите на Аярската империя, които очакват всички герои, които желаят да постигнат слава, безсмъртие и да станат легенди.                                |
| Ludo                          | 2009   | iOS, Браузър                                          | Turn-based Board Game     | Походова игра за 2 – 4 души, една от най-играните семейни игри в света. |
| Online Artillery              | 2010   | iOS                                                   | Turn-based cannon shooter | Римейк на класическата 8-битова игра Artillery. |
| Mad Moles                     | 2014   | iOS, Android, Браузър                                 | Arcade game               | Базирана на класическата whack-a-mole концепция с неочакван обрат. |
| Online Artillery 2            | 2014   | iOS, Android, Браузър                                 | Turn-based cannon shooter | Подобрената версия на Online Artillery от 2010. |
| Rocket Chameleon              | 2014   | iOS, Android                                          | Arcade game               | Забавен микс от напасване на цветове и безкрайно бягане. |
| Egg Tales                     | 2014   | iOS, Android                                          | Arcade, Jumper            | Аркадна игра, която следва приключенията на яйце, което се е откъснало от защитата на своето гнездо и е попаднало в ужасна пещера.                                                                      |
| Ishi                          | 2015   | Android                                               | Arcade game               | Аркадна игра, в която играчът поема контрол над каменно същество наречено Ishi и трябва да намери своя път през дълбоките тъмни пещери докато събира скъпоценни камъни и да побеждава гадни противници. |
| Seasons of War                | 2015   | iOS, Android                                          | TBS                       | Походова стратегическа игра, която позволява на играча да бъде Управник на далечно Имперско селище и да разшири владенията си.                                                                          |
| Ludo Blitz                    | 2015   | iOS, Android, Facebook, Windows Store, Браузър        | Turn-based Board Game     | Подобрена версия на семейната игра Ludo от 2009. |
| Golem Wars                    | 2015   | iOS                                                   | TBS                       | Походова стратегическа игра, която позволява на играча да стане Водач на армия от големи. |
| Jolly Join                    | 2015   | iOS                                                   | Puzzle game               | Очарователна „color match“ пъзел игра. |
| Cluster Six                   | 2015   | iOS, Apple TV                                         | Side-scroller game        | „Side-scroller“ игра, която изпраща играча в бъдещето. |
| Robo Risk                     | 2015   | iOS                                                   | Climbing simulator        | Sci-Fi симулатор на катерене с автоматично генериране на нива и безкраен геймплей. |
| YoHoHo                        | 2015   | iOS                                                   | Arcade game               | Играчът трябва да поддържа капитан Флин над водата, докато той плава през морето. |
| FlapOTron                     | 2015   | iOS                                                   | Arcade game               | Играчът трябва да избегне кулите като използва 3D Touch да контролира Електрон. |
| Ishi Go                       | 2015   | iOS                                                   | Arcade game               | Зарибяваща игра, в която играчът трябва да избегне скалите, използвайки 3D Touch контрол. |
| Imperial Hero II              | 2015   | Браузър, Android, Facebook                            | MMORPG                    | Подобрената версия на Imperial hero от 2009 г. |
| Game of Emperors              | 2016   | Браузър, Steam, Android, iOS, Facebook, Windows Store | MMORPG                    | Играчът развива свой град като строи икономически и военни сгради, провежда проучвания в Унивеситета в столицата и увеличава своята армия, която ще води битки.                                         |
| MedCorps                      | 2016   | iOS                                                   | Strategy, Simulation      | Играчът трябва да контролира група от специалисти, да се бори срещу болести, да уголеми своята организация и в крайна сметка да спаси света.                                                            |
| Kingdoms Online               | 2017   | iOS, Android                                          | MMORTS                    | Адаптирана мобилна версия на Империя Онлайн за играчите от Иран. |
| Siege: World War II           | 2020   | iOS, Android                                          | Strategy, Summon-Battle   | PvP игра разработена от Simutronics и изцяло поддържана от Империя Онлайн от 2020. |
| Crush Them All                | 2021   | iOS, Android                                          | Idle RPG                  | Pолева idle-игра, която се игре сама, разработена от Godzilab Inc, и изцяло поддържана от Империя Онлайн от 2021.                                                                                       |
| Kingdom of Glory              | 2022   | iOS, Android                                          | MMORTS                    | Адаптирана мобилна версия на Империя Онлайн за арабско говорещите играчи от БИСА региона. |
| Eggo: Jump                    | 2022   | iOS, Android                                          | Casual, 2D runner         | Игра за безкрайно летене, създадена от Империя Онлайн в партньорство с Andy Studio, известни български инфлуенсъри.                                                                                     |
| Generals: WW2                 | 2023   | iOS, Android                                          | Strategy, Summon-Battle   | Локализирана версия на SIEGE: WW2, предназначена за пазара на Турция и БИСА, в сътрудничество с Gamebrella                                                                                              |
| Panda Boi: Runner             | 2023   | iOS, Android                                          | Casual, 3D runner         | Игра за безкрайно бягане, създадена от Империя Онлайн в партньорство с Panda Boi, популярен италиански инфлуенсър.                                                                                      |
| Painzeiro: Monster Run        | 2023   | iOS, Android                                          | Casual, 2D runner         | Локализирана версия на Eggo: Jump, разработена за бразилския пазар, в сътрудничество с Painzeiro, известен инфлуенсър.                                                                                  |
| Midgard Heroes: Ragnarok Idle | 2024   | iOS, Android                                          | Idle RPG                  | Локализирана версия на Crush Them All, разработена за пазара на SEA, включваща Ragnarok IP, в сътрудничество с Gravity Interactive Inc.                                                                 |
| War Commander: Rogue Assault  | 2024   | iOS, Android                                          | Strategy, Simulator game  | 3D стратегическа игра, разработена от KIXEYE. Империа Онлайн изцяло отговорна за нея от втората половина на 2024 г.                                                                                     |

## Обучение
През 2013 г. Империя Онлайн ЕАД стартира първото в България безплатно училище за разработка на игри, първоначално наречено Imperial Training Camp. Първият сезон обучава 40 души в PHP/MySQL и Java/Android, като 20 завършили се присъединяват към Империя Онлайн, а други сапрепоръчани на различни софтуерни компании.
Вторият сезон през 2014 г. предизвика по-голям интерес, като броят на учениците се разшири до 80, разделени в четири групи. 62 завършват програмата, а 30 са наети от Империя Онлайн.
При третия сезон, към който се присъедини Trader.bg, училището е преименувано на „IT Talents Training Camp“, предлагайки курсове по PHP/ MySQL, Java/ Android, JavaScript, Objective C/iOS и Java SE / Java EE. Този сезон приключва през януари 2015 г., като много от 115-те участници са с осигурена работа.
Годишно около 180 кадети завършват IT Talents, което си сътрудничи с над 90 компании от ИТ индустрията, за да осигури квалифицирани специалисти. Всеки сезон инициативата получава над 2000 заявления, като се избират около 200 кандидати за интензивни 5-месечни курсове. От 2016 г. IT Talents функционира като неправителствена организация, получавайки Google Ad Grants за безплатни AdWords кампании. От ноември 2017 г. IT Talents си партнира с община Бургас, за да предложи безплатна 5-месечна програма, опростена чрез процес на регистрация.

## Аутсорсинг
През май 2015 г. Империя Онлайн ЕАД стартира Imperia Mobile Ltd., ИТ аутсорсинг компания, управлявана от Радослав Гайдарски. До края на годината компанията завърши над 10 големи проекта с екип от 165 професионалисти, предлагащи пълно проектно обслужване.
През януари 2017 г. компанията се преименува на Upnetix, завършвайки прехода до април. Тя реализира над 50 проекта в повече от 10 индустрии. През септември 2018 г. Upnetix е придобита от ScaleFocus, водеща българска ИТ фирма.

## Награди и номинации
2014: Империя Онлайн ЕАД е отличена в категорията „Корпоративна и социална отговорност“ и номинирана в категорията „Образование“ на наградите BAIT. Компанията е обявена за „Изгряваща звезда“ в класацията на Deloitte за най-бързо развиващи се ИТ компании с 498% ръст. Тя получава номинации в три категории („Перспективна интелектуална собственост“; „Игра за изтегляне от настолни компютри“ и „Хардкор игра“) на наградите Game Connection и е номинирана за „Разработчик на приложения на годината“ на The Appsters.
2015: Deloitte класира Империя Онлайн като 14-тата най-бързо развиваща се ИТ компания в Централна Европа с 592% ръст на приходите. Компанията е номинирана в три категории на Forbes Business Awards, а служителят Илиан Илиев си осигурява 2-ро място за служител на годината от списание Forbes Bulgaria.
2019: Получава „Знак за високи постижения в иновациите“ от президента на България.
2021: Класирана е на 13-то място сред 50-те най-добри ИТ работодатели според Career Show Index. Главният изпълнителен директор Доброслав Димитров, техническият директор Мони Дочев и главният оперативен директор Цветан Русимов са включени сред 100-те най-добри ИТ специалисти, а административният директор Велислав Георгиев е сред 100-те най-добри HR специалисти. Номинирана е сред 35-те най-динамични компании от Capital. „Crush Them All“ е номинирана за най-добра RPG игра на наградите TIGA.
2022: Водещият разработчик Александър Николов е номиниран за „Програмист на фокус“ от Devstyler. Компанията е класирана на 25-то място в списъка „K100 Fintech and Software“ на Capital. „Siege: World War II“ е финалист за най-добра стратегическа игра и игра на годината на наградите TIGA. Ръководителите на компанията отново са отличени в класацията на 100-те най-добри ИТ специалисти на Career Show.
2023: Цветан Русимов е признат сред 100-те най-добри ИТ личности в България. „Crush Them All“ е финалист за наградата TIGA 2023.
2024: “Painzeiro: Monster Run” е номинирана за „Най-добра casual игра“ от наградите TIGA Awards 2024.